# Kattenbos (Lommel)
Kattenbos is een gehucht van de Belgische stad Lommel, in de provincie Limburg. Het gehucht telde in 2003 1615 inwoners. Het bestaat voornamelijk uit een verspreide bebouwing van vrijstaande huizen. Er is ook een klooster met een school en een kerk, voorts zijn er enkele kapelletjes en er is een standerdmolen.
Kattenbos is vooral bekend omdat het station van Lommel zich hier bevindt. Het gehucht wordt dan ook in het noorden begrensd door spoorlijn 19 van de NMBS. Door middel van de T702 Holheide-Kattenbos, staat het gehucht ook in verbinding met het Overpeltse kerkdorp Holheide.

## Bezienswaardigheden
- Leyssensmolen
- Duitse Militaire Begraafplaats
- Klooster Kattenbos met Heilig Sacramentskerk en Eymardkapel
- Mariakapel, aan de Kerkhovense Steenweg, zeer eenvoudig kapelletje uit 1946, opgericht door Dankbaar Kattenbosch.
- Mariakapel op een heuvel bij de Zandstraat
- Enkele huisjes aan de Kerkhovense Steenweg, waarvan één de muurankers 1741 toont, maar sterk is verbouwd.

## Natuur en landschap
Kattenbos wordt omringd door woeste gronden, waarin een enkele waterplas die door winning van zilverzand is ontstaan. Veel van de woeste gronden zijn beplant met naaldbomen. Ten zuidwesten van Kattenbos vindt men de Kattenbosserheide, wat een van de weinige overgebleven heidegebieden is op het grondgebied van Lommel, en waar ook nog jeneverbesstruwelen te vinden zijn. Door het dennenbos lopen enkele uitstekende fietspaden.

## Economie
Lommel Proving Ground, een groot testterrein van autobouwer Ford met een oppervlakte van 3,22 km² is gelegen in het gehucht.

## Nabijgelegen kernen
Lommel Centrum, Gelderhorsten, Kerkhoven, Balendijk
Deelgemeente: Lommel

Overige kernen: Balendijk · Barrier · Blauwe Kei · Gelderhorsten · Heeserbergen · Heide-Heuvel · Kattenbos · Kerkhoven · Kolonie · Lutlommel · Stevensvennen · Werkplaatsen

Belgische gemeenten · Arrondissement Maaseik · Limburg · Vlaanderen